# Рекурсивний тип даних
У комп'ютерних мовах програмування рекурсивний тип даних (також відомий як рекурсивно визначений, індуктивно визначений або індуктивний тип даних) — тип даних для значень, які можуть містити інші значення того самого типу. Дані рекурсивних типів зазвичай розглядаються як орієнтовані графи.
Важливим застосуванням рекурсії в інформатиці є визначення динамічних структур даних, таких як списки та дерева. Рекурсивні структури даних можуть динамічно збільшуватися до довільно великого розміру у відповідь на вимоги до виконання; на відміну від цього, вимоги до розміру статичного масиву повинні бути встановлені під час компіляції.
Іноді термін «індуктивний тип даних» використовується для алгебричних типів даних, які не обов'язково є рекурсивними.

## Приклад
Прикладом є тип списку в Haskell :
```
data
 
List
 
a
 
=
 
Nil
 
|
 
Cons
 
a
 
(
List
 
a
)

```

Це вказує на те, що список a — це або порожній список, або Cons-комірка, що містить «a» («заголовок» списку) та інший список («хвіст»).

Інший приклад — подібний однозв'язний тип у Java:
```
class
 
List
<
E
>
 
{

  
E
 
value
;

  
List
<
E
>
 
next
;

}

```

Це вказує на те, що непустий список типу E містить елемент даних типу E та посилання на інший об'єкт списку для решти списку (або нульове посилання, яке вказує на те, що це кінець списку).

### Взаємно рекурсивні типи даних
Типи даних також можна визначити шляхом взаємної рекурсії. Найважливішим базовим прикладом цього є дерево, яке можна визначити взаємно рекурсивно в термінах лісу (список дерев). Символьно:
```
f: [t[1], ..., t [k]]
t: v f
```

Ліс f складається зі списку дерев, тоді як дерево t складається з пари значення v та лісу f (його нащадків). Це визначення елегантне і з ним легко працювати абстрактно (наприклад, при доведенні теорем про властивості дерев), оскільки воно виражає дерево простими термінами: список одного типу та пара двох типів.
Це взаємно-рекурсивне визначення можна перетворити на однорекурсивне визначення шляхом вбудованого визначення лісу:
```
t: v [t[1], ..., t[k]]
```

Дерево t складається з пари значення v та списку дерев (його нащадків). Це визначення є більш компактним, але дещо заплутанішим: дерево складається з пари одного типу та списку іншого, які вимагають розплутування, щоб довести результати.

У Стандартному ML типи дерев та лісів можуть бути взаємно рекурсивно визначені наступним чином, дозволяючи порожні дерева: 
```
datatype
 
'a
 
tree
 
=
 
Empty
 
|
 
Node
 
of
 
'a
 
*
 
'a
 
forest

and
   
'a
 
forest
 
=
 
Nil
 
|
 
Cons
 
of
 
'a
 
tree
 
*
 
'a
 
forest

```

У Haskell типи дерев та лісів можна визначити аналогічним чином:
```
data
 
Tree
 
a
 
=
 
Empty

      
|
 
Node
 
(
a
,
 
Forest
 
a
)

data
 
Forest
 
a
 
=
 
Nil

       
|
 
Cons
 
(
Tree
 
a
)
 
(
Forest
 
a
)

```

## Теорія
У теорії типів рекурсивний тип має загальний вигляд μα.T, де змінна типу α може з'являтися в типі T і означає весь тип.

Наприклад, натуральні числа (див. Арифметику Пеано) можуть бути визначені типом даних в Haskell:
```
data
 
Nat
 
=
 
Zero
 
|
 
Succ
 
Nat

```

У теорії типів ми сказали б: {\displaystyle nat=\mu \alpha .1+\alpha } де дві гілки типу sum представляють конструктори даних Zero і Succ. Нуль не приймає аргументів (таким чином, представлений типом одиниці), а Succ бере інший Nat (таким чином, інший елемент {\displaystyle \mu \alpha .1+\alpha }).
Існує дві форми рекурсивних типів: так звані ізорекурсивні типи та еквірекурсивні типи. Ці дві форми відрізняються тим, як вводяться та усуваються терміни рекурсивного типу.

### Ізорекурсивні типи
З ізорекурсивними типами — рекурсивним {\displaystyle \mu \alpha .T} та його розширення (або розгортання){\displaystyle T[\mu \alpha .T/\alpha ]} (Де позначення{\displaystyle X[Y/Z]} вказує на те, що всі екземпляри Z замінені на Y у X) — це різні типи (які не перетинаються) зі спеціальними терміновими конструкціями, які зазвичай називають roll і unroll (згортати і розгортати) що утворюють між собою ізоморфізм. Якщо бути точним: {\displaystyle roll:T[\mu \alpha .T/\alpha ]\to \mu \alpha .T} і{\displaystyle unroll:\mu \alpha .T\to T[\mu \alpha .T/\alpha ]}, а ці дві є оберненими функціями.

### Еквірекурсивні типи
Відповідно до еквірекурсивних правил, рекурсивний тип {\displaystyle \mu \alpha .T} та його розгортання {\displaystyle T[\mu \alpha .T/\alpha ]} рівні — тобто ці два вирази типу розуміються як один і той же тип. Насправді, більшість теорій еквірекурсивних типів йдуть далі і по суті вказують, що будь-які два вирази типу з однаковим «нескінченним розширенням» еквівалентні. В результаті цих правил еквірекурсивні типи вносять значно більшу складність у систему типів, ніж ізорекурсивні типи. Алгоритмічні проблеми, такі як перевірка типу та висновок типу, є складнішими також для еквірекурсивних типів. Оскільки пряме порівняння не має сенсу для еквірекурсивного типу, їх можна перетворити в канонічну форму за час O (n log n), яку легко порівняти.
Еквірекурсивні типи охоплюють форму самореференційних (або взаємно референційних) визначень типів, що спостерігаються у процедурних та об'єктно-орієнтованих мовах програмування, а також виникають у теоретично-типовій семантиці об'єктів і класів. У функціональних мовах програмування набагато частіше зустрічаються ізорекурсивні типи (під виглядом типів даних).

#### У синонімах типу
Рекурсія не дозволена в синонімах типів у Miranda, OCaml (якщо не використовується прапорець -rectypes або це запис чи варіант) та Haskell; так, наприклад, такі типи Haskell є незаконними:
```
type
 
Bad
 
=
 
(
Int
,
 
Bad
)

type
 
Evil
 
=
 
Bool
 
->
 
Evil

```

Натомість його потрібно загортати в алгебричний тип даних (навіть якщо він має лише один конструктор):
```
data
 
Good
 
=
 
Pair
 
Int
 
Good

data
 
Fine
 
=
 
Fun
 
(
Bool
 
->
 
Fine
)

```

Це тому, що синоніми типів, як typedefs в C, замінюються їх визначенням під час компіляції. (Синоніми типів не є «справжніми» типами; вони просто «псевдоніми» для зручності програміста.) Але якщо це буде зроблено з рекурсивним типом, воно буде циклічно нескінченне, оскільки незалежно від того, скільки разів псевдонім замінено, він все одно посилається на себе, наприклад, «Bad» буде рости нескінченно довго: Bad → (Int, Bad) → (Int, (Int, Bad)) → ....
Інший спосіб побачити це полягає в тому, що потрібен рівень опосередкованості (алгебричний тип даних) для того, щоб система ізорекурсивного типу могла зрозуміти, коли згортати і розгортати.